# Leo Kottke
Leo Kottke (11 de setembre de 1945 en Athens) és un guitarrista acústic de folk estatunidenc, reconegut pel seu característic estil virtuós de fingerpicking. És un dels referents principals del estil anomenat Guitarra Primitiva Americana, junt amb altres músics com John Fahey i Robbie Basho. Va aconseguir superar una sèrie d'obstacles personals, incloent una pèrdua parcial de la seva audició i un problema de tendons a la seva mà dreta que gairebé li va obligar a abandonar la música. Actualment resideix en l'àrea de Minneapolis.
Kottke s'enfoca en la composició i interpretació instrumental, encara que també canta de manera esporàdica. En concert, el músic combina còmics monòlegs amb peces vocals i instrumentals acústiques.

## Discografia

### Àlbums d'estudi
| Any  | Àlbum                     | Billboard 200 | Discogràfica  |
| ---- | ------------------------- | ------------- | ------------- |
| 1969 | 6- and 12-String Guitar   |               | Takoma        |
| 1970 | Circle Round the Sun      |               | Symposium     |
| 1971 | Mudlark                   | 168           | Capitol       |
| 1972 | Greenhouse                | 127           | Capitol       |
| 1974 | Ice Water                 | 69            | Capitol       |
| 1974 | Dreams and All That Stuff | 45            | Capitol       |
| 1975 | Chewing Pine              | 114           | Capitol       |
| 1976 | Leo Kottke                | 107           | Chrysalis     |
| 1978 | Burnt Lips                | 143           | Chrysalis     |
| 1978 | Balanç                    |               | Chrysalis     |
| 1981 | Guitar Music              |               | Chrysalis     |
| 1983 | Time Step                 |               | Chrysalis     |
| 1986 | A Shout Toward Noon       |               | Private Music |
| 1988 | Regards from Chuck Pink   |               | Private Music |
| 1989 | My Father's Face          |               | Private Music |
| 1990 | That's What               | 24            | Private Music |
| 1991 | Great Big Boy             |               | Private Music |
| 1994 | Peculiaroso               |               | Private Music |
| 1997 | Standing in My Shoes      |               | Private Music |
| 1999 | One Guitar, No Vocals     |               | Private Music |
| 2004 | Try and Stop Em           |               | RCA Victor    |